# 영원 (마블 코믹스)
영원(영어: Eternity 이터니티[*])은 마블 코믹스의 캐릭터로, 영원 그 자체를 의인화한 우주적 존재이다. 인간의 형상이지만 신체에 우주를 비추고 있다. 1965년 7월 《이상한 이야기》 134호에 언급만 되었다가 11월 138호에 본 모습이 처음으로 등장한다. 스탠 리와 스티브 딧코가 공동 창작하였다.

## 담당 성우

### TV 애니메이션
- 실버 서퍼(1998) - 존 네빌